# Брохвайл Исгитрог
Бро́хвайл Иски́трог (Брохвайл Клыкастый, валл. Brochfael Ysgithrog; также Бро́хвайл ап Ки́нген, валл. Brochfael ap Cyngen, иногда также Бро́хвел, валл. Brochwel) — правитель королевства Поуис в восточной части нынешнего Уэльса, живший в середине VI века.

## Биография
Большинство сведений о Брохвайле Искитроге относятся к сравнительно позднему времени, однако в поэмах Талиесина (VI век) повествуется, что их автор одно время был его придворным поэтом и что его двор располагался в Пенгверне, «там, где вьётся Северн» (обычно считается, что Пенгверн находился недалеко от нынешнего Шрусбери).
Он был либо сыном Кинана, сына Касанаута Вледига, сына Ридведа, сына Кадеирна, либо сыном Манугана, сына Паскена, сына Каделла, как сына Кадеирна. Согласно же Харлеанским генеалогиям, Брохвайл был сыном Кинана (Кингена), сына Маугана, сына Пасгена, сына Категирна, сына Каделла, сына Селемиауна.. По другой версии сыном Кингена и братом Паскента и таким образом дядей Мауканта.
Форма имени Брохвайл относится к современному валлийскому языку; для середины VI века оно реконструируется как Brocco-maglos. Возле деревни Пентревойл в Гуинете был обнаружен могильный камень с надписью, в которой упоминается имя Brohomagl[os] и которая относится к середине VI века. Некоторые полагают, что это и есть могильный камень Брохвайла Поуисского.
С его именем связано множество легенд. В частности, его сыном считается святой Тисилио, весьма почитаемый в Уэльсе. Средневековые поэты часто называют Поуис «землёй Брохвайла». Со святым Тисилио тесно связана деревня Мейвод, предположительно там когда-то существовала резиденция Брохвайла — Кайр-Мегуаит.
Брохвайла Искитрога не следует путать с упоминаемым Бедой Достопочтенным Брохмайлом, погибшим в битве при Честере 613 года.